# 升水镇
升水镇，是中华人民共和国四川省南充市南部县下辖的一个乡镇级行政单位。2019年10月，撤销皂角乡，将其所属行政区域划归升水镇管辖。

## 行政区划
升水镇下辖以下地区：
向阳路社区、碑垭庙村、书房坪村、发音村、蒙垭庙村、贡生湾村、洛阳村、寨子山村、临江坪村、金鸭场村和梁山村，偏柏树村、青龙庙村、长树岭村、玄帝垭村、杜家河村、高坡子村、长岭山村、南殿垭村、阆中垭村和铁炉寺村。